# Paul Gavarni
Guillaume Chevalier (París, 1804 — 1866) va ser un dibuixant, litògraf i il·lustrador francès conegut amb el nom de Paul Gavarni. Va treballar per a les revistes “La Mode”, “Charivari” i “L'Illustration”.

## Obres
- Les Étudiants (1838-40)
- La prison de Clichy (1840)
- Les Lorettes (1841)
- Carnaval (1841-43)
- Masques et visages (1851-58) per al diari “Paris”